# Stefan Maresz
Stefan Maresz (ur. 28 maja 1934 w Warszawie) – polski i francuski architekt. 

## Życiorys
Od 1952 studiował na Politechnice Gdańskiej, a następnie przeniósł się na Politechnikę Warszawską. W 1957 ukończył naukę i wyjechał do Francji, gdzie kontynuował studia na l'Ecole Nationale des Beaux Arts, równolegle pracując. W 1963 był współzałożycielem studium urbanistyki i architektury Atelier 3, powstało w Monako, jego wspólnikami byli dwaj polscy architekci Janusz Matecki i Konrad Szabelewski. W 1973 przeprowadził się do Calvi na Korsyce, gdzie wspólnie ze Stéphanie Roucayrol i Patrice Trahin założył pracownię autorską. 
Stefan Maresz jest autorem wielu projektów rezydencji, hoteli, budynków wielorodzinnych, budynków biurowych, inwestycji miejskich i mieszkaniowych wybudowanych na Korsyce m.in. w Balagne. W konkursie na oczyszczalnię w Calvi otrzymał pierwsze miejsce, podobnie w konkursie na projekt i realizację szkoły rolniczej w Borgo. 
W 1999 wspólnie z Y. Guerithaut wygrał konkurs na projekt i realizację w Chinach zespołu mieszkaniowego na 600 lokali.